# Shomari Kapombé
Shomari Kapombe est un footballeur international tanzanien né le 28 janvier 1992 à Morogoro. Il évolue au poste de milieu défensif à l'AS Cannes.

## Palmarès
- Championnat de Tanzanie :
  - Champion en 2012